# Abjadcijfers
Het Abjadsysteem is een decimaal cijfersysteem waarbij de 28 letters van het Arabische alfabet numerieke waarden zijn toegewezen. Het systeem wordt gebruikt in de Arabisch-sprekende wereld sinds de tijd dat in de 8e eeuw de Arabische cijfers (een decimaal getallenstelsel) werden ingevoerd. Tegenwoordig worden ze alleen nog in speciale gevallen gebruikt, zoals bij het nummeren van de items in lijsten. In de moderne Arabische wereld betekent het woord 'abjad "alfabet" in het algemeen.

## Letterwaarden
| ā/' ا | 1 | y/ī ي | 10 | q ق  | 100  |
| b ب   | 2 | k ك   | 20 | r ر  | 200  |
| j ج   | 3 | l ل   | 30 | sh ش | 300  |
| d د   | 4 | m م   | 40 | t ت  | 400  |
| h ه   | 5 | n ن   | 50 | th ث | 500  |
| w/ū و | 6 | s س   | 60 | kh خ | 600  |
| z ز   | 7 | ` ع   | 70 | dh ذ | 700  |
| H ح   | 8 | f ف   | 80 | D ض  | 800  |
| T ط   | 9 | S ص   | 90 | Z ظ  | 900  |
|       |   |       |    | gh غ | 1000 |